# Roma (album)
Roma – trzeci album polskiej grupy alternatywnej Sorry Boys. Pierwszym singlem promującym płytę był utwór "Wracam".

## Lista utworów
1. Apollo
2. Lord
3. Wracam
4. Roma
5. Alleluja
6. Mojo
7. Supernowa
8. Miasto Chopina
9. Water
10. Kołyszę
11. Zwyczajne cuda

## Skład
- Bela Komoszyńska - głos, chóry, fortepian, fisharmonia, Rhodes, autoharfa, kazoo, instrumenty perkusyjne, programowanie, aranżacje smyczkowe, aranżacje chóru
- Tomasz Dąbrowski - gitary, mandoliny, programowanie, autoharfa
- Piotr Blak - gitary, programowanie
- Maciek Gołyźniak - perkusja
- Bartosz Mielczarek - bas